# Узана (володар Пагану)
Узана (Уккана) (*бірм. ဥဇနာ; 23 лютого 1213 — 1 травня 1256) — 10-й володар Паганського царства у 1251—1256 роках. Відомий також як Сітху III.

## Життєпис
Син Часви. Народився 1213 року в м. Паган. Наприкінці правління батька приначється махасманом (очільником ради амтів-міністрів). Хроніки погано відносяться до нього, називають нікчемним правителем, повідомляють, що він більше піклувався про полювання за слонами та вживання алкоголю. Така тенденційність викликана конфліктом з буддійською ієрархією та відсутністю зовнішніх успіхів, що тоді характеризувалося як слабкість.
1251 року після смерті Часви зійшов на трон під ім'ям Шрі Трібхуванадітя Дхаммараджаджаясура. Відновив боротьбу з буддистськими монастирями щодо обмеження їх земельного володіння та повернення значної частки державі. В цьому йому допомагав махасман Язатінгян. Але запекла судова боротьба завершилася черговою поразкою у 1255 році, внаслідок чого Узана знову вимушен був повернути монастирям їх землі. 1256 року він раптово загинув під час полювання на слонів в Далі (південь держави). В наступній короткочасній боротьбі владу захопив молодший син Кансу III.